# Казальвеккьо-Сикуло
Казальвеккьо-Сикуло (итал. Casalvecchio Siculo) — коммуна в Италии, располагается в регионе Сицилия, в провинции Мессина.
Население составляет 1152 человека (2008 г.), плотность населения составляет 35 чел./км². Занимает площадь 33 км². Почтовый индекс — 98032. Телефонный код — 0942.
Покровителем коммуны почитается святой Онуфрий Великий (Sant’Onofrio, anacoreta), празднование 12 июня и во второе воскресение сентября.

## Демография
Динамика населения:

## Администрация коммуны
- Официальный сайт: http://www.comune.casalvecchiosiculo.me.it/